# Armistício de Belgrado
O armistício de Belgrado foi um acordo assinado no dia 13 de novembro de 1918 entre o novo governo republicano húngaro de Mihály Károlyi e o marechal francês Louis Franchet d’Espèrey, comandante dos Aliados nos Balcãs. O acordo, que deveria regular as relações entre República Democrática Húngara (ainda não reconhecida) e os Aliados, foi sistematicamente desrespeitado, levando à renúncia de Károlyi em março, seguida pela proclamação da República Soviética Húngara.